# سليمان وزحل
سليمان وزحل هو الاسم العام الذي يُطلق على أربعة أعمال باللغة الإنجليزية القديمة، تقدم حوارًا من الألغاز بين سليمان، ملك إسرائيل، وزحل، الذي يُعرّف في قصيدتين من هذه الأعمال كأمير الكلدانيين.
بسبب التوجهات التحريرية السابقة، تم غالبًا قراءة العملين الشعريين، سليمان وزحل I وسليمان وزحل II، كقصيدة واحدة مستمرة. وتُعتبر هذه القصائد من بين أكثر القصائد غموضًا وصعوبة في مجموعة الأعمال الإنجليزية القديمة.

## سليمان وزحل النثري
سليمان وزحل النثري في مخطوطة نويل (مخطوطة بيوولف) هو نص يعتمد على السؤال والإجابة ويتناول بشكل رئيسي قضايا تتعلق بالتقاليد المسيحية أو الكتابية. يتمتع النص بالعديد من أوجه الشبه مع حوار نثري آخر باللغة الإنجليزية القديمة يُعرف بـ أدريان وريتيوس، ولاحقًا مع كاتيكيزم معلم أكسفورد في الإنجليزية الوسطى.
يحتوي سليمان وزحل النثري على أحد ألغازه التي تقول: "من اخترع الحروف؟ ميركريوس العملاق." كان الأنجلوساكسونيون يربطون بشكل روتيني بين ميركوري وودن (المعروف في اللغة النوردية القديمة بـأودن، والمشهور اليوم بـأودين)، الذي أُطلق اسمه على يوم الأربعاء بالإنجليزية.

## النسخ الشعرية
سليمان وزحل I، سليمان وزحل II، وسليمان وزحل باتر نوستر في مخطوطة كامبريدج، كلية كوربوس كريستي (CCCC) 422 غالبًا ما تُقارن بقصائد فافثرودنيسمال (سيدة فافثونير) وألفيسمال (أغنية الحكيم جدا) والقصائد المشابهة الأخرى في أشعار الإيدا باللغة النوردية القديمة.

### التأريخ
كما هو الحال مع معظم الشعر الإنجليزي القديم، أثبتت قصائد سليمان وزحل أنها صعبة للغاية من حيث التأريخ. لقد جادل باتريك أونيل بوجود صلة مع بلاط ألفريد العظيم (حكم من عام 886 حتى 26 أكتوبر 899)، لكن دانييل أنليزارك يرى أن القصيدة تتماشى مع الوسط الثقافي لدونستان في غلاستونبري في منتصف القرن العاشر.
غالبًا ما تعتبر نصوص سليمان وزحل من أقدم الأمثلة على تقليد أدبي أوروبي أوسع للحوارات السليمانية. وتشمل هذه الحوارات المتأخرة نسبيًا بين سليمان وماركولف، والتي تثبت وجودها في عدد من اللغات الأوروبية.

### سليمان وزحل I
سليمان وزحل I هي واحدة من القصائد القليلة باللغة الإنجليزية القديمة التي نجت في أكثر من مخطوطة واحدة. تظهر في المخطوطتين MS CCCC 41 وMS CCCC 422.

### سليمان وزحل II
سليمان وزحل II، التي غالبًا ما تُعتبر ذات قيمة جمالية أكبر، تحتوي على عدد من الألغاز، بما في ذلك اثنان من أكثر المقاطع غموضًا في الأدب الإنجليزي القديم، وهما ألغاز Weallande Wulf (ويلاندي وولف) وVasa Mortis (فاسا مورتيس).

#### ويلاندي وولف
يصف اللغز الأول لزحل قاتل التنين الذي يُدعى وولف والأرض القاحلة التي تنشأ بعد موته. وقد جادل المحرر السابق للقصيدة، روبرت مينر، بأن مقطع ويلاندي وولف يستند إلى أساطير عبرية قديمة تتعلق بـنمرود وبناة برج بابل. ويفسر وولف على أنه الإله البابلي بعل، الذي يرتبط بزحل في كتاب الإيتيمولوجيا لـإيزيدور. وقد وجد آندي أورشارد أوجه تشابه بين وولف وقصيدة بيوولف. جادل دانييل أنليزارك بأن المقطع يشارك في "تقليد أفيرنوس" الذي يصف الأراضي القاحلة التي لا يمكن اجتيازها في التاريخ القديم. وقد اقترح تريستان ميجور أن المقطع هو دمج بين مواد توراتية وكلاسيكية، وأن وولف يُعرف بالأسطورة الميثولوجية برسيوس.

#### فاسا مورتيس
يصف اللغز طائرًا غامضًا قام سليمان بتقييده حتى يوم القيامة، ويخافه زعماء الفلستيون. يُذكر الطائر في السطر الأخير من المقطع باسم فاسا مورتيس. جادل روبرت مينر بأن أساطير يهودية قديمة حول صراعات سليمان مع الشياطين هي جوهر اللغز، وقد عرَّف فاسا مورتيس بأنه الشيطان أشميداي. يرى سيلوفو تشابهات بين فاسا مورتيس ووصف الشهرة عند فيرجيل في الإنيادة، وكذلك الوحش الليلي في كتاب الوحوش الأنجلوسكسوني والغريفون في عجائب الشرق.

### السمات
وصفت كاثرين باول هذه النسخ الشعرية على أنها أمثلة لـ"خيال الاستشراق"، الذي يعمل على قمع المخاوف بشأن الهوية الثقافية الإنجليزية. وتجادل بأن هذه القصائد تسعى لتقليل القلق حول الحالة غير المستقرة للمعرفة، وحول مستقبل ممالك الأنجلوسكسون والإيمان المسيحي، من خلال "نقل أي نقص في المعرفة أو الاستقرار السياسي أو الإيمان إلى شخصية زحل الشرقية والوثنية والشعب الكلداني الذي يمثله". تقترح باول أن القراء الأصليين للحواريات كانوا يُشجَّعون على التعرف على شخصية سليمان، الذي يتم تصويره كنموذج للمثل والسلوكيات المسيحية.

## قائمة المصادر

### الإصدارات
- أنليزرك، دانيال، The Old English Dialogues of Solomon and Saturn (حوارات سليمان وزحل في الإنجليزية القديمة)، نصوص الأنجلو-ساكسونية 7، كامبريدج، 2009
- كروس، جيمس إي، وهيل، توماس د، The 'Prose Solomon and Saturn' and 'Adrian and Ritheus' (النص النثري لسليمان وزحل وأدريان وريتيوس)، تورونتو، 1982
- دوبي، إليوت فان كيرك، Anglo-Saxon Minor Poems (قصائد الأنجلو-ساكسونية الصغرى)، سجلات الشعر الأنجلو-ساكسوني 6، نيويورك، 1942
- فويز، مارتن وآخرون، Old English Poetry in Facsimile Project (مشروع الشعر الإنجليزي القديم في النسخ المصورة)، ماديسون، 2019
- كيمبل، جون إم، The Dialogue of Salomon and Saturnus (حوار سليمان وزحل)، لندن، 1848
- منير، ر.ج، The Poetical Dialogues of Solomon and Saturn (الحوارات الشعرية لسليمان وزحل)، سلسلة المونوغرافات لجمعية اللغات الحديثة 13، نيويورك، 1941

### الدراسات
- أنليزرك، دانيال، "Poisoned Places: The Avernian Tradition in Old English Poetry" (الأماكن المسمومة: تقليد أفيرنيان في الشعر الإنجليزي القديم)، *إنجلترا الأنجلو-ساكسونية* 36 (2007) 103–126
- تشيلوفو، جيلدا، "Mirabilia ags.: il Vasa Mortis nel Salomone e Saturno" (العجائب في: فازا مورتيز في سليمان وزحل)، *حوليات معهد نابولي الجامعي للدراسات الشرقية في الفيلولوجيا الجرمانية* 24 (1981): 211–226
- داين، جوزيف أ., "The Structure of the Old English 'Solomon and Saturn II'" (بنية النص الإنجليزي القديم "سليمان وزحل II")، *نيوفيلولوجوس* 64.4 (1980) 592–603
- ميجور، تريستان، "Saturn’s First Riddle in Solomon and Saturn II: An Orientalist Conflation" (أول لغز لزحل في "سليمان وزحل II": تداخل استشراقي)، *نيوفيلولوجوس* 96 (2012) 301-313
- منير، ر.ج، "The Vasa Mortis Passage in the Old English 'Salomon and Saturn'" (فقرة "فازا مورتيز" في النص الإنجليزي القديم "سليمان وزحل")، *دراسات في الفيلولوجيا الإنجليزية تكريماً لف. كليببر*، مينيابوليس، 1929.
- منير، ر.ج، "Nimrod and the Wolf in the Old English Solomon and Saturn" (نمرود والذئب في النص الإنجليزي القديم "سليمان وزحل")، *JEGP* 37 (1938) 332–54
- نيلسون، ماري، "King Solomon's Magic: The Power of a Written Text" (سحر الملك سليمان: قوة النص المكتوب)، *التقاليد الشفوية* 5 (1990) 20–36
- أو'براين أو'كيف، كاثرين، Visible Song: Transitional Literacy in Old English Verse (الأغنية المرئية: الأمية الانتقالية في الشعر الإنجليزي القديم)، دراسات كامبريدج في الأنجلو-ساكسونية 4. كامبريدج: مطبعة جامعة كامبريدج، 1990
- أو'براين أو'كيف، كاثرين، "The Geographic List of Solomon and Saturn II" (القائمة الجغرافية في سليمان وزحل II)، *إنجلترا الأنجلو-ساكسونية* 20 (1991) 123–42
- أو'نيل، باتريك، "On the Date, Provenance and Relationship of the ‘Solomon and Saturn’ Dialogues" (حول تاريخ، وأصل، وعلاقة حوارات "سليمان وزحل")، *إنجلترا الأنجلو-ساكسونية* 26 (1997: 139-168
- أورشارد، آندي، Pride and Prodigies: Studies in the Monsters of the Beowulf Manuscript (الكبرياء والعجائب: دراسات في وحوش مخطوطة "بيوولف")، كامبريدج: دي إس بروير، 1994
- باز، جيمس، "Magic That Works: Performing Scientia in the Old English Metrical Charms and Poetic Dialogues of Solomon and Saturn" (السحر الفعّال: تنفيذ "العلم" في التعويذات الموزونة في الإنجليزية القديمة والحورات الشعرية لسليمان وزحل)، *JMEMS* 45.2 (2015) 219–43
- باول، كاثرين، "Orientalist Fantasy in the Poetic Dialogues of Solomon and Saturn" (الخيال الاستشراقي في الحوارات الشعرية لسليمان وزحل)، *إنجلترا الأنجلو-ساكسونية* 34 (2005) 117–143
- شيبي، تي.أ، Poems of Wisdom and Learning in Old English (قصائد الحكمة والتعلم في الإنجليزية القديمة)، كامبريدج: دي إس بروير، 1976
- فينسينتي، أ.ر. فون، Die altenglischen Dialogue von Salomon und Saturn mit historische Einleitung, Kommentar und Glossar (حوارات سليمان وزحل في الإنجليزية القديمة مع مقدمة تاريخية، تعليق، وقاموس)، لايبزيغ: دايشرات، 1904

## روابط خارجية
- سليمان وزحل I وسليمان وزحل II (بالإنجليزية القديمة)